# Шейніс Давид Ісайович
Дави́д Іса́йович Ше́йніс (нар.5 вересня 1877, Липкани, Хотинський повіт, Бесарабська губернія — пом.?) — співробітник НКВС, начальник підрозділу.

## Життєпис

### Родина
Народився 5 вересня 1877 року в родині липканського міщанина юдейського віросповідання.

### Навчання
Склав іспити та отримав свідоцтво № 1374 від 5 грудня 1894 року на звання аптекарського учня у Кам'янець-Подільській гімназії.
1901 року допущений до іспитів зрілості без предметів Давні мови та Німецька мова у чоловічій гімназії міста Златопіль, успішно їх склав і отримав свідоцтво за № 626.
Ймовірно здобув університетську юридичну освіту в Києві, про що свідчить його дослідницька праця та згадка про його роботу юристом.

### Професійна діяльність
На 1 січня 1924 року, на 1 січня 1926 року та на 1 січня 1929 року — начальник житлового відділу Головного управління комунального господарства НКВС РРФСР.
На 1 січня 1930 року — начальник планово-статистичного бюро Головного управління комунального господарства НКВС РРФСР.

### Відомі праці
- Шейнис, Д.И. Еврейское студенчество в цифрах : (По данным переписи 1909 г. в Киев. ун-те и Политехн. ин-те). — Київ : И. Шенфельд, 1911. — 73 с.(рос. дореф.)
- сост. Д. И. Шейнис. Жилищный вопрос: сборник декретов, распоряжений и инструкций с разъяснениями. — М. : Издание Главного управления коммунального хозяйства НКВД, 1923. — 123 с.(рос.)

## Зазначення
1. ↑  Нерухомість Москви//Apartment.ru(рос.)
2. ↑  Державний архів Кіровоградської області. Свідоцтво зрілості Шейніса Давида Ісайовича. Ф. 499 опис 1 справа 564 С. 1 [Архівовано 30 листопада 2016 у Wayback Machine.](рос. дореф.)
3. ↑  Шейнис, Д.И. Еврейское студенчество в цифрах : (По данным переписи 1909 г. в Киев. ун-те и Политехн. ин-те). — Київ : И. Шенфельд, 1911. — 73 с.(рос. дореф.)
4. ↑  Казусь И.А. Советская архитектура 1920-х годов: организация проектирования. — М. : Прогресс-Традиция, 2009. — С. 225. — ISBN 5-85646-109-6.(рос.)
5. ↑  Справочник. Под ред. акад. А.Н.Яковлева; авторы-сост.:А.И.Кокурин, Н.В.Петров. ЛУБЯНКА:Органы ВЧК-ОГПУ-НКВД-НКГБ-МГБ-МВД-КГБ. — М. : МФД, 2003. — С. 184. — ISBN 5-85646-109-6.(рос.)
6. ↑  Справочник. Под ред. акад. А.Н.Яковлева; авторы-сост.:А.И.Кокурин, Н.В.Петров. ЛУБЯНКА:Органы ВЧК-ОГПУ-НКВД-НКГБ-МГБ-МВД-КГБ. — М. : МФД, 2003. — С. 185. — ISBN 5-85646-109-6.(рос.)
7. 1 2  Справочник. Под ред. акад. А.Н.Яковлева; авторы-сост.:А.И.Кокурин, Н.В.Петров. ЛУБЯНКА:Органы ВЧК-ОГПУ-НКВД-НКГБ-МГБ-МВД-КГБ. — М. : МФД, 2003. — С. 187. — ISBN 5-85646-109-6.(рос.)